# Taubatornis
Taubatornis campbelli is een uitgestorven roofvogel behorend tot de Teratornithidae die in het Laat-Oligoceen tot Vroeg-Mioceen in Zuid-Amerika leefde. 

## Fossiele vondst
Van Taubatornis zijn fossiele delen van de vleugel en enkel gevonden in de Tremembé-formatie in het Taubaté-bekken in de Braziliaanse staat São Paulo. Op deze locatie zijn ook fossielen van een andere roofvogel gevonden, de gier Brasilogyps. De vondsten dateren uit de overgang van het Oligoceen naar het Mioceen (SALMA Deseadan, 22-25 miljoen jaar geleden). Het Taubaté-bekken was in het Laat-Oligoceen en Vroeg-Mioceen een draslandgebied.

## Kenmerken
Taubatornis is de oudst bekende en kleinste soort uit de Teratornithidae.